# ネーブルパーク
ネーブルパークは、茨城県古河市にある公園。

## 主な施設
- ポニー牧場
- 地下迷路
- つり堀
- 平成館
- アスレチック

## ギャラリー

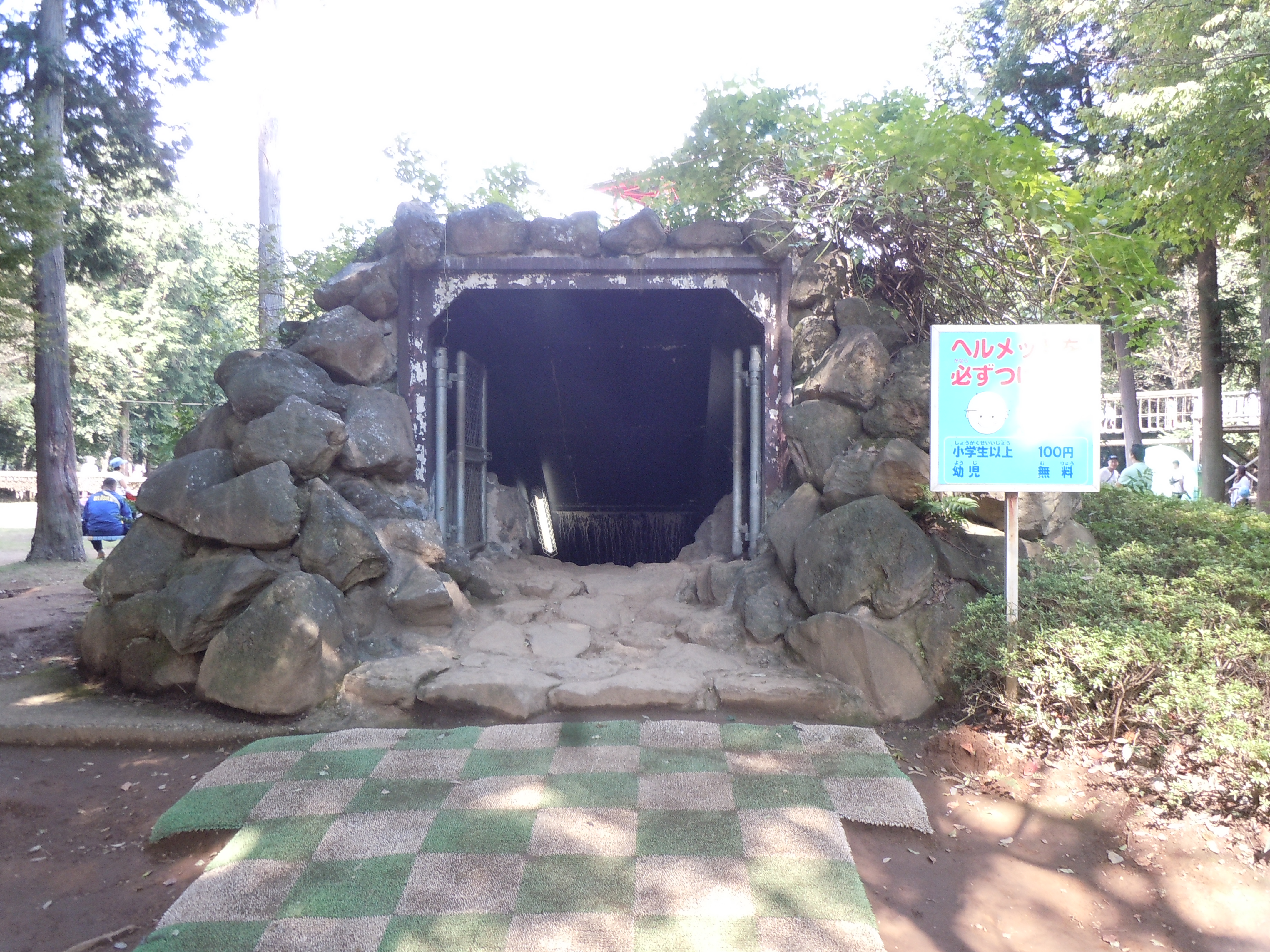
地下迷路出入口
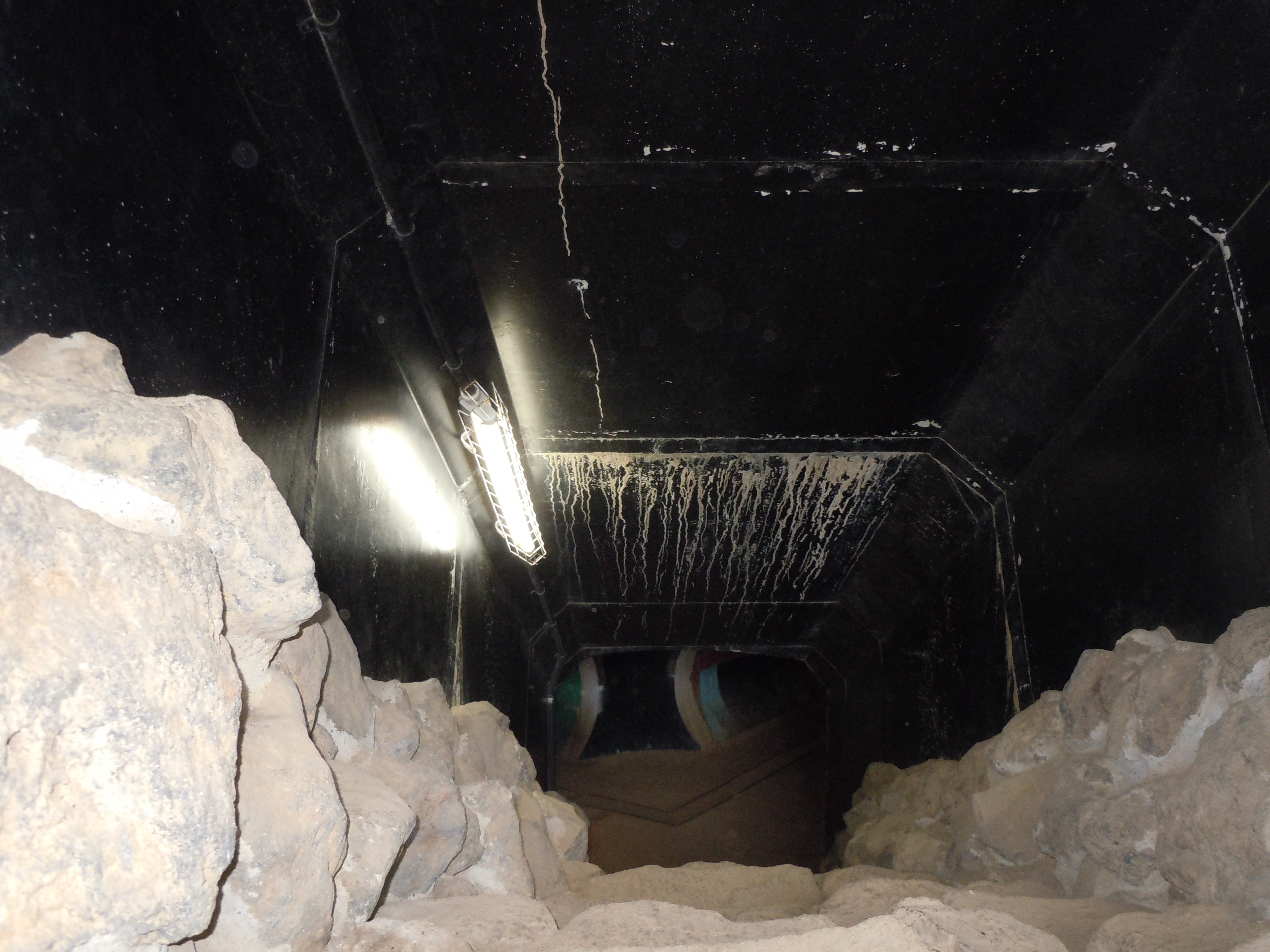
地下迷路内部

## 交通アクセス
公共交通機関
- JR宇都宮線古河駅よりJRバス駒羽根循環で15分、ネーブルパーク前下車

車
- 国道4号大堤交差点から国道354号経由で約10分
- 新4号国道久能交差点から約10分
- 国道125号小堤交差点から約15分